# Glypta metadecoris
Glypta metadecoris là một loài tò vò trong họ Ichneumonidae.